# Pura Montoro Rodríguez
Pura Montoro Rodríguez (València, 1892 – Barcelona, 12 de febrer del 1915), també coneguda com a Purita Montoro, va ser una tiple lleugera molt popular del Paral·lel. Artista popular i molt estimada, se la coneixia com la «reina del Paral·lel».
L'any 1908 va arribar a Barcelona, on alternà la sarsuela, la revista frívola i l'opereta. L'any 1911 al Teatre Còmic va estrenar, amb la companyia dirigida per Pepe Viñas i Espeitia, el sainet líric Gente menuda de Carles Arniches i Enrique García i amb música de Quinito Valverde. Va rebre nombroses ofertes per tal d'actuar arreu de l'Estat espanyol, i fins i tot per treballar a Amèrica, però, llevat de viatges esporàdics per diferents teatres de la Península, va treballar principalment als teatres del Paral·lel barceloní. Els èxits més rellevants els obtingué actuant amb la companyia de Joaquim Montero en revistes com ¡Arriba el telón! o Monterograf.

Una de les seves creacions més importants va ser el personatge de la valenciana a El casament d'en Tarregada, de Juli Vallmitjana. Una revista de l'època, El Teatre Català, lloava la interpretació de la Montoro: 
| «                                                          | En l'execució d'El casament d'en Tarregada s'hi distingiren força la senyoreta Montoro en una valenciana que hi fa i la senyora Xatart. Els senyors Pedrola i Puértolas també s'hi lluïren, encara que sentim que es conformin a ballar davant del públic aquelles dances infectes que els fa ballar l'autor. El senyor Montero feu tot lo possible per salvar un tipus en el qual, per defensar-lo, ja havia lluitat inútilment l'Enric Giménez. | » |
| — El Teatre Català; núm. 88, 1 de novembre de 1913, p. 764 | |   |

Un escapament d'aigües que hi va haver a Barcelona a finals del 1914 va provocar una epidèmia de febres tifoides a la ciutat. Purita Montoro va morir el febrer de 1915 d'aquesta epidèmia quan assajava Cuando el amor muere, del mateix Montero, amb qui estava lligada per una relació d'afecte profund. Els diaris de l'època com Mundo Gráfico li van retre homenatge en la seva mort. A un número de La Ilustració Catalana s'hi diu:
| «                                                                             | Ab tot y tractarse d'una cantatriu lleugera que s'havia fet el nom interpretant el género chico, la Montoro era ja com una institució de la vida teatral barcelonina. Cal dir, emperò, que, d'ençà del seu debut, no havia fet temporades llargues sinó a Barcelona, hont tenía milers d'admiradors. A la companyía d'en Montero era la difunta un dels elements principals, distingintse pels progressos que feya cada dia com actriu y per la voluntat ab que s'entregava al treball, procurant vèncer tots els obstacles de temperament ó d'estudi. Així, sent jove y agraciada, havia fet veritables creacions de característica, y, havent nat a Valencia y tenint a l'ànima l'accent valencià, havía procurat més d'un cop emmotllarse al català nostre, havent fet alguna petita creació ben gentil, com per exemple'l vaylet que guia un orb en l'arranjament lírich de La sala d'espera d'en Guimerà, ab música d'en Morera. Però hont no tenía rival era en els personatges francament valencians que, en obsequi seu, solía posar en Montero a les seves revistes. La jovenesa de l'artista feya esperar d'ella una carrera brillant dintre del teatre. Descànsi en pau. | » |
| — «Revista. Pura Montoro», La Ilustració Catalana, 21 de febrer de 1915, p.10 | |   |